# Resolució 275 del Consell de Seguretat de les Nacions Unides
La Resolució 275 del Consell de Seguretat de les Nacions Unides fou adoptada el 22 de desembre de 1969. Després d'una carta del representant de Guinea i l'observació que aquests incidents per Portugal posaven en perill la pau i la seguretat internacionals, el Consell va demanar Portugal que s'abstingués de violar la sobirania i la integritat territorial de Guinea. El Consell lamenta profundament la pèrdua de vides i danys a diversos pobles de Guinea infligits per l'acció des de Guinea Bissau, un territori sota administració portuguesa, advertint solemnement Portugal que si aquests actes es repetissin en el futur el Consell consideraria més mesures per posar en pràctica la resolució. També va instar Portugal a alliberar una barcassa de motor amb el nom de Patrice Lumumba i tots els seus passatgers.
La resolució va ser aprovada amb nou vots, amb sis abstencions de la República de la Xina, Colòmbia, França, Espanya, el Regne Unit i Estats Units.
Guinea havia escrit primer al Consell de Seguretat el 4 de desembre de 1969, per sol·licitar la intervenció, que va ser recolzada per 40 estats africans. Es va informar al Consell de nous atacs aeris al seu territori el 12 de desembre, el que va provocar la celebració de reunions i una resolució per ser aprovada.